# Linstower See
Der Linstower See liegt etwa neun Kilometer südöstlich von Krakow am See im äußersten Süden des Landkreises Rostock. Das ungefähr 1250 Meter lange und bis zu 500 Meter breite Gewässer ist ein See im Oberlauf der Nebel. Er entstand aus dem Frankfurter Stadtium der Weichseleiszeit.
Der See hat eine hakenförmige Ausprägung mit einer kleinen Insel am Knickpunkt. Die Ufer sind meist sehr steil und erreichen Höhen von 80 m ü. NHN.
Knapp einen Kilometer westlich des Sees verläuft die Bundesautobahn 19.
Der See und sein Umfeld sind Bestandteil des FFH-Gebietes Nebeltal mit Zuflüssen, verbundenen Seen und angrenzenden Wäldern.